# Search for Tomorrow
Search for Tomorrow – amerykańska opera mydlana, emitowana od 3 września 1951 do 26 grudnia 1986 r.

## Krótki opis
W latach 1951–1982 nadawana w telewizji CBS, a od 1982 do 1986 r. w NBC. Doczekała się łącznie 9130 odcinków. Twórcą programu był Roy Winsor (zm. w 1987). W swoich czasach była to druga najdłużej nadawana opera mydlana (wyprzedzał ją jedynie Guiding Light, który zadebiutował w 1937 r.) i najdłużej emitowana w telewizji (Guiding Light zadebiutował w niej dopiero w 1952 r.).

## Obsada
Zestawienia oparto na informacjach portalu filmowego IMDb.com:
- Mary Stuart – jako Joanne Tourneur/Joanne Vicente/Joanne Vincente
- Sherry Mathis – jako Liza Sentell
- Lisa Peluso – jako Wendy Wilkins Carter
- Larry Haines – jako Stu Bergman
- Marcia McCabe – jako Sunny Adamson
- Michael Corbett – jako Warren Carter
- Maree Cheatham – jako Stephanie Wyatt #1
- Rod Arrants – jako Travis Sentell
- John Aniston – jako Martin Tourneur
- Susan Scannell – jako Kristin Carter Emerson
- Jane Krakowski – jako "TR"
- Matthew Ashford – jako Cagney McCleary
- Peter Haskell – jako Lloyd Kendall #1
- Terri Eoff – jako Suzi Wyatt
- Cynthia Gibb – jako Suzi Martin Wyatt Carter #2
- Larry Fleischman – jako Ringo Altman
- Jay Acovone – jako Brian Emerson #4
- Linda Gibboney – jako Jenny Deacon
- Kevin Conroy – jako Chase Kendall #1
- Robert LuPone – jako Tom Bergman #5
- Louise Shaffer – jako Stephanie Wyatt #2
- Shawn Stevens – jako Zack Anders
- Leslie Stevens – jako Justine Calvert
- Marcus Smythe – jako Dane Taylor
- Craig Augustine – jako Keith McNeil
- Philip Brown – jako Steve Kendall #1
- Adam Storke – jako Andrew Ryder
- Jo Henderson – jako Kate McCleary #1
- Stacey Glick – jako Andy McNeil
- Robert Curtis Brown – jako Alec Kendall
- David Gale – jako Rusty Sentell Sr.
- Susan Monts – jako Aja Doyan
- Doug Stevenson – jako Lee Sentell
- Harris Laskawy – jako por. Marion Bowman
- Gene Pietragallo – jako Brian Emerson #3
- Tina Johnson – jako Rhonda Sue Huckaby
- Melba Rae – jako Marge Bergman
- Olympia Dukakis – jako dr Barbara Moreno
- John Sylvester White – jako Keith Barron
- John Glover – jako Billy Vargas
- Brett Porter – jako Brett Hamilton III
- Sonia Petrovna – jako Renatta Corelli Sutton.